# Опішнянське городище

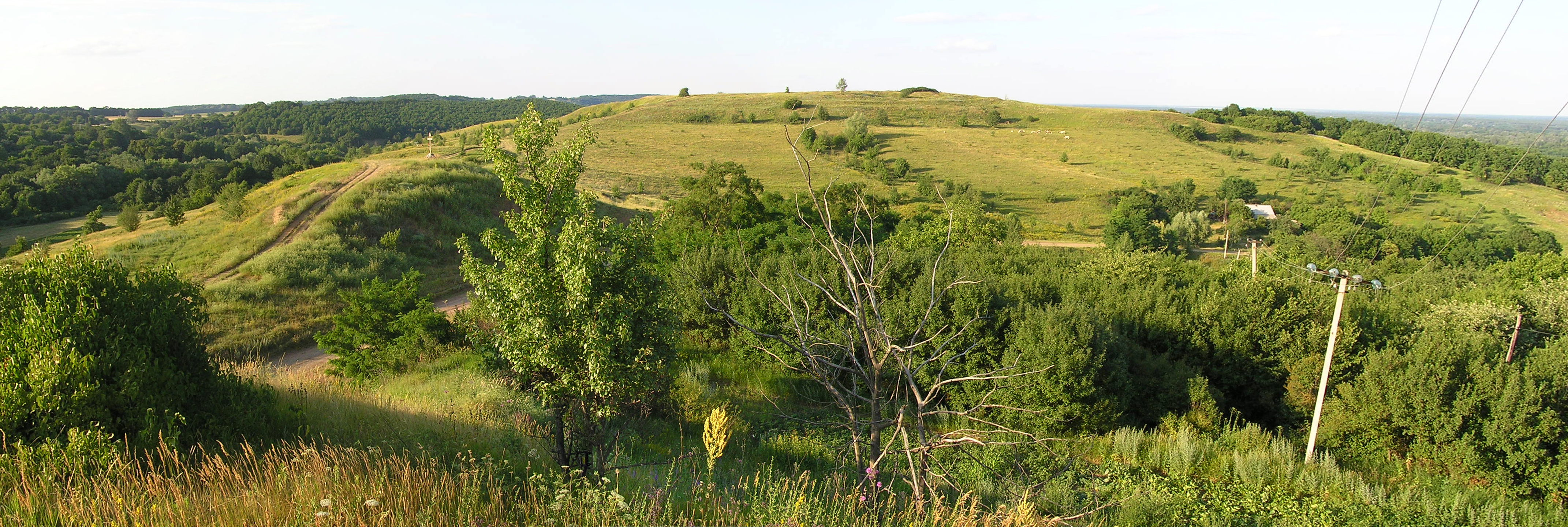
Опішнянське городище

Опішня́нське горо́дище — поселення, що належить до роменських городищ. Виявлено на початку XX ст. у південно-східній частині смт Опішні Зіньківського району Полтавської області. Датують серединою VIII — початку IX століття.
Рішенням Полтавського облвиконкому № 247 від 23.04.1982 року віднесене до нерухомих пам'яток археології місцевого значення.

## Загальна інформація
Розміри — 165×45 м. Площа — 0,8 га. Задерноване, частина зайнята кладовищем

## Історія розкопок
Перші розкопки було розпочато археологом-славістом Іваном Івановичем Ляпушкіним у 1940 році, які були продовжені у 1957 році. У 1975 році розкопки були відновлені  Лівобережним загоном Слов'яно-руської експедиції ІА АН УРСР під керівництвом Олега Васильовича Сухобокова.
У цих експедиціях було вивчено більшу частину площі городища, здійснені перетини його валу і рову. Недослідженою залишилася площа під кладовищем на невеликі ділянки вздовж його схилів. Будівельні рештки представлені залишками житлових і господарських споруд. Було досліджено 23 житла, 2 господарські споруди і 39 ям, частина котлованів яких після розкопок законсервована.
Серед знахідок, отриманих в результаті розкопок, виявлені предмети особистого і побутового призначення, численні уламки ліпного посуду та інших виробів. Керамічний комплекс складають уламки ліпного посуду (горщики і сковорідки), невелика кількість фрагментів посуду виготовленого на гончарному кругу й амфорної тари з різних центрів Північного Причорномор'я. 
З досліджених комплексів походить виразна добірка зооморфної керамічної пластики і пряселець, а також мініатюрного посуду й інших вотивних виробів. Вироби з кістки представлені, переважно проколками. В невеликій кількості наявні вироби із заліза (деталі вузди, ножі, кресало тощо) та кольорових металів (пряжки, персні, серги). Виявлені також пастові та склопастові намистини. В матеріальній культурі городища простежуються певні кочівницькі елементи. Виразна колекція знахідок з городища експонується в Полтавському краєзнавчому музеї ім. Василя Кричевського.

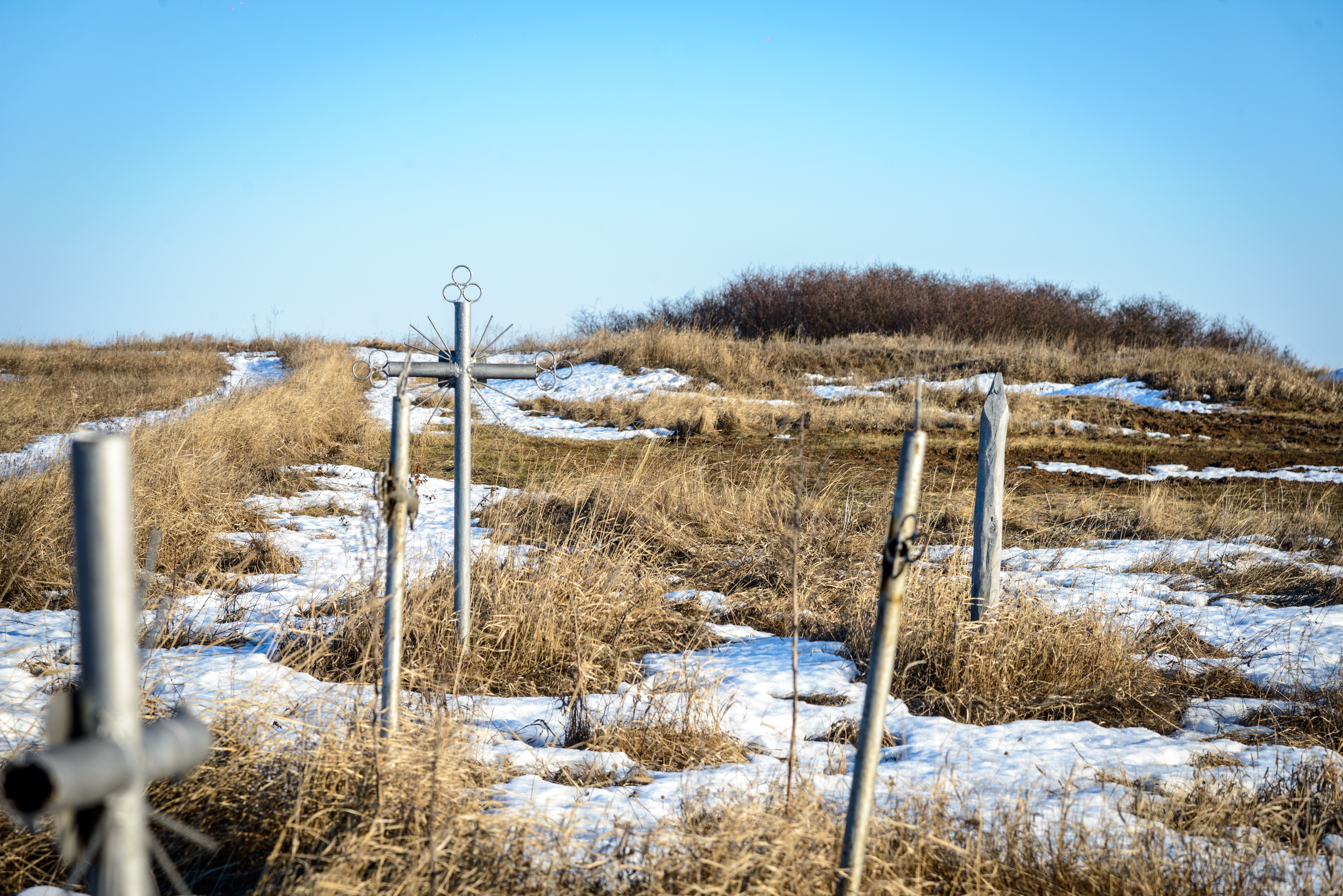